# Josef Maximilian Petzval

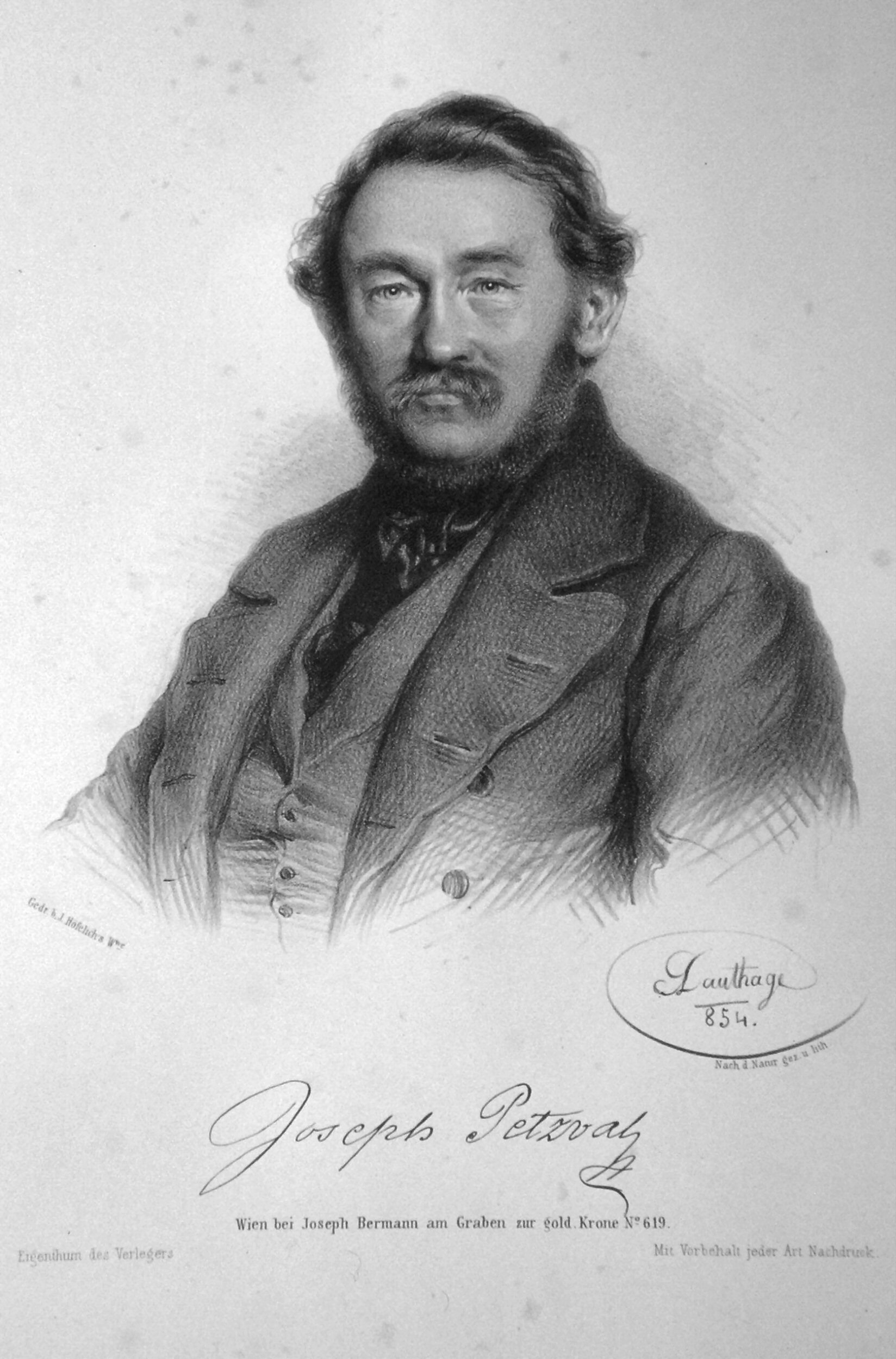
Josef Maximilian Petzval, litografi av Adolf Dauthage.

Josef Maximilian Petzval, född den 6 januari 1807 i Béla, död den 17 september 1891 i Wien, var en ungersk matematiker och fysiker.
Petzval utbildade sig först till ingenjör och arbetade som sådan 1828-1835 i Pest, där han 1832 blev filosofie doktor, utnämndes 1835 till ordinarie professor i matematik vid samma universitet och överflyttade i samma egenskap 1837 till universitetet i Wien, där han, även sedan han 1877 ingått i pensionsåldern, framlevde sitt liv. 
Petzval var en framstående matematiker, men har därjämte inlagt mycket stora förtjänster på fysikens område, särskildt inom optiken. På grund av hans beräkningar lyckades optikern Voigtländer i Wien tillverka det första för framställning av porträttfotografier brukbara objektivet. 
Medelst detta, som i jämförelse med äldre objektiv var synnerligen ljusstarkt, kunde man åstadkomma ett porträtt på mindre antal sekunder, än man förut behövt minuter. De framgent brukliga objektiven är i allt väsentligt konstruerade efter de av Petzval angivna principerna. På 1850-talet konstruerade Petzval jämväl ett synnerligen utmärkt objektiv för framställning av landskapsbilder. 
Petzval, som meddelade resultaten av sina undersökningar företrädesvis genom föreläsningar, utgav endast ett fåtal skrifter, av vilka de viktigaste är Integration der linearen Differentialgleichungen (1853-1859), Theorie der Störungen der Stützlinien och Theorie der Tonsysteme, de båda sistnämnda i "Zeitschrift für Mathematik und Physik", 1904-1905).